# Microcrèdit
Els microcrèdits són préstecs o crèdits de poca quantitat concedits a prestataris massa pobres perquè els concedissin un préstec en un banc tradicional. Els microcrèdits possibiliten, especialment en països en vies de desenvolupament, que moltes persones sense recursos puguen finançar projectes laborals pel seu compte que els revertisquen uns ingressos. El microcrèdit és la part essencial del camp del microfinançament, dins del qual es troben altres serveis com ara els microsegurs, estalvis o altres.
El concepte de microcrèdit nasqué com a proposta del catedràtic d'economia i Premi Nobel de la Pau Muhammad Yunus, que començà a lluitar contra la pobresa el 1974, en veure les carències que patia la població de Bangladesh, el seu país natal i un dels més pobres del món. Yunus descobrí que un petit préstec podia produir un canvi substancial en les possibilitats d'algú sense altres recursos per sobreviure. El primer préstec que donà foren 27 dòlars a una dona que feia mobles de bambú per vendre, i dels quals vivien ella i la seva família. Un banc tradicional mai no li hagués concedit aquest préstec, ja que consideraven que el risc que no fos retornat era molt alt.
El 1976, Yunus fundà el Grameen Bank per donar microcrèdits als més necessitats de Bangladesh. Des de llavors, aquest banc ha concedit més de tres mil milions de dòlars en préstecs a 2,4 milions de prestataris. Per assegurar-se la devolució dels préstecs, el banc utilitza un sistema de "grups de solidaritat": petits grups sol·liciten préstecs en conjunt i tots ells són responsables de la devolució del capital. Si els diners no es retornen, a cap d'ells se li tornarà a concedir cap més préstec. A mesura que el banc ha anat creixent, ha desenvolupat altres sistemes alternatius de crèdit per als més necessitats, de manera que actualment també ofereix préstecs per a habitatge, finançament de projectes de risc, projectes tèxtils, de pesca i altres activitats.
L'èxit d'aquest model inspirà esforços similars en altres països en vies de desenvolupament, i, fins i tot, en països industrialitzats com és ara els Estats Units. Molts d'aquests projectes emulen l'èmfasi de Yunus en el fet que els prestataris siguin dones. Gairebé el 95 per cent dels préstecs del Grameen Bank són concedits a dones, perquè són les que pateixen de manera més pronunciada la pobresa i perquè es considera que és més probable que reverteixin els seus guanys en les necessitats de tota la família.
El Banc Mundial estima que existeixen unes 7.000 institucions microfinanceres, que donen servei a uns 16 milions de persones en països en vies de desenvolupament.
Tot i això, el moviment dels microcrèdits ha rebut certes crítiques dels qui pensen que alguns programes de préstec tenen interessos massa elevats. A més, hi ha la preocupació que els fons que s'utilitzen per als microcrèdits es derivin d'altres fons necessaris com ara la sanitat, els programes d'abastiment d'aigua o els programes educatius. També s'ha criticat la incapacitat d'ajudar els més pobres entre els pobres o la dependència que es genera dels microcrèdits.
Les Nacions Unides van declarar el 2005 Any Internacional del Microcrèdit.